# Openluchtmuseum de Locht
Openluchtmuseum de Locht is een openluchtmuseum gevestigd in het dorp Melderslo in het noorden van de Nederlandse provincie Limburg. Het museum geeft een beeld van het plattelandsleven in de regio van 1850-1950. Daarnaast wordt er in afzonderlijke paviljoens aandacht besteed aan  ontwikkelingen in de teelt van asperges en champignons en van de glastuinbouw.

## Geschiedenis
Op de plaats van het museum staat al vijfhonderd jaar een boerderij met de naam 'De Locht'; daarom heeft ook het museum deze naam gekregen. Het betekent: rustplaats, open vlakte in een begroeiing. De huidige boerderij werd in 1859 gebouwd door Anna M. Wijnen-Bussemakers. Het complex bestaat daarnaast uit een verzameling gebouwen met een traditionele functie.
Het museum bestaat sinds 20 april 1990, en is dankzij de inzet van vele vrijwilligers gerealiseerd. De langgevelboerderij is gerestaureerd en aangepast aan het ontvangen van gasten het gehele jaar door. Door de inzet van vrijwilligers zijn er later ook nog diverse andere gebouwen toegevoegd. 
In 2015 is het museum vernieuwd en uitgebreid, aan de Broekhuizerdijk kwam een nieuw entreegebouw gereed. In dit gebouw zijn receptie, horeca, museumwinkel en kantoren ondergebracht. Naast het entreegebouw is een parkeerplaats aangelegd. Verder is er een aspergepaviljoen gebouwd met aspergeveld. Bij het aspergemuseum hoort ook een aspergetunnel, waarin de bezoeker als het ware door een aspergebed wandelt. Deze tunnel heeft in 2012 op de Floriade in Venlo gestaan. Achter de schaapskooi is het champignonpaviljoen gebouwd. Dit is een bijzonder gebouw: een grote witte koepel, welke een doorgesneden champignon voorstelt. De teelt van asperges en champignons wordt vanaf het beginstadium tot eindproduct in beeld gebracht.
Het museum besteedt verder aandacht aan de Noord-Limburgse glastuinbouw. In het glastuinbouwpaviljoen wordt de ontwikkeling van deze bedrijfstak getoond. Verder werden een brouwhuis en een kapel gerealiseerd. In de kapel worden beelden van heiligen geëxposeerd, het is ook een trouwlocatie.

## Gebouwen
Op het terrein zijn aanwezig:
- de Hoeve (het hoofdgebouw met daarin de entree, winkel, restaurant en kantoren)
- de oorspronkelijke langgevelboerderij met eraan vastgebouwd een schuur met daarin onder andere een textielexpositie en herberg
- een bakhuisje
- een grote landbouwschuur met zuivelmakerij
- een daglonershuisje (ingericht als multifunctionele ruimte)
- een kippenhok
- een smidse
- een zadelmakerij
- een stroopmakerij
- een klompenmakerij
- een schaapskooi
- een wagenschuur
- 't Honk (een ruimte voor kinderen)
- aspergepaviljoen
- aspergetunnel
- een bierbrouwerij
- champignonpaviljoen
- glastuinbouwpaviljoen
- middeleeuwse boerderij
- een kapel in Romaanse stijl: Kapel Museum de Locht

## Afbeeldingen

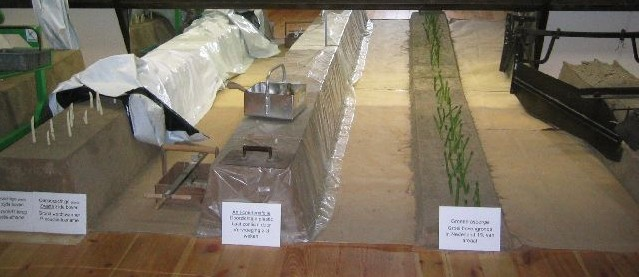
Aspergeveld
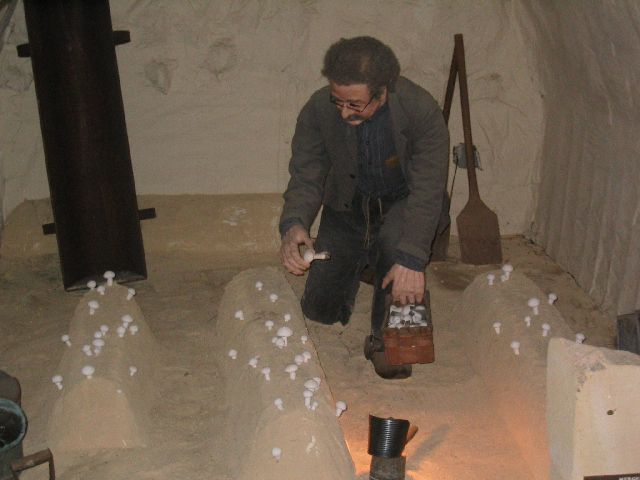
Grot
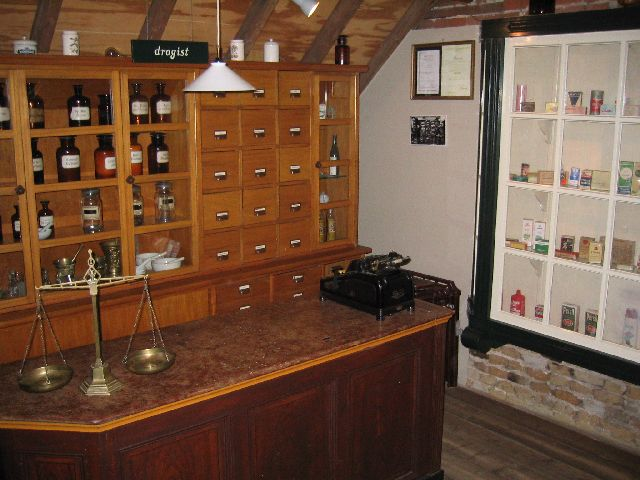
Drogisterij
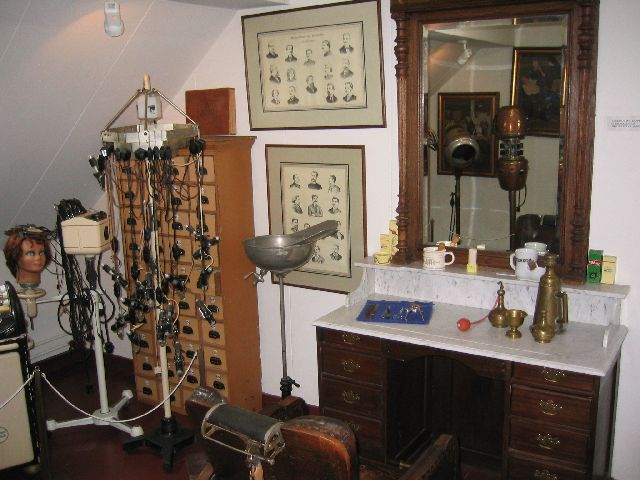
Kapper
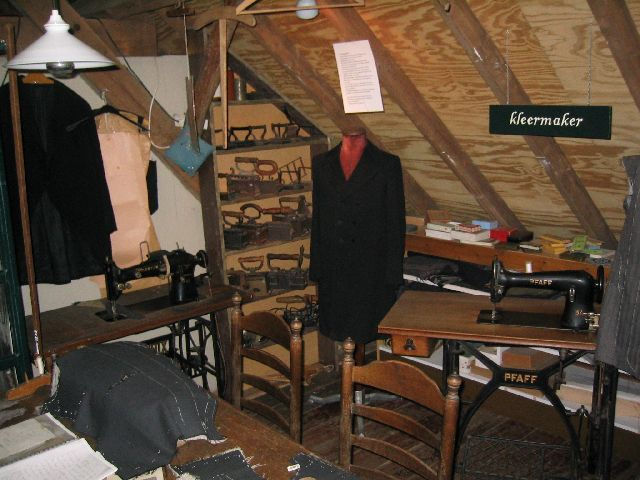
Kleermakerij
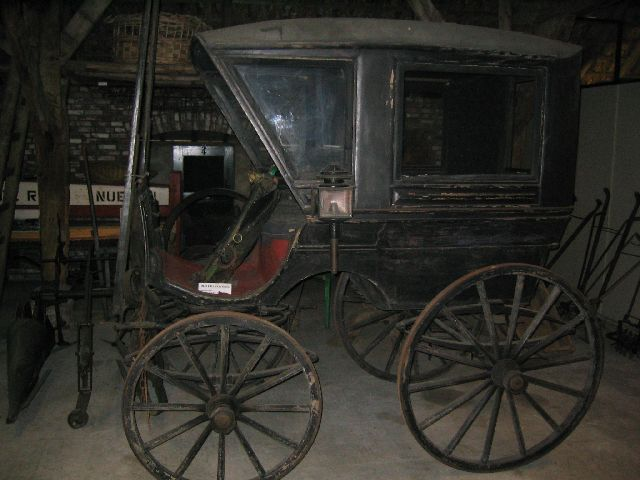
Kerkbrik
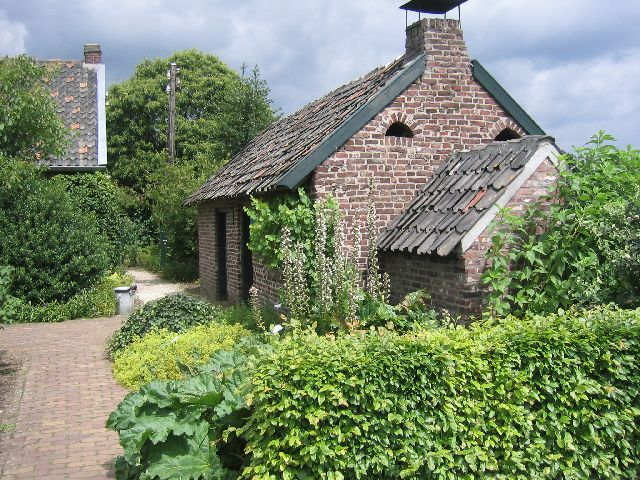
Bakkershuisje
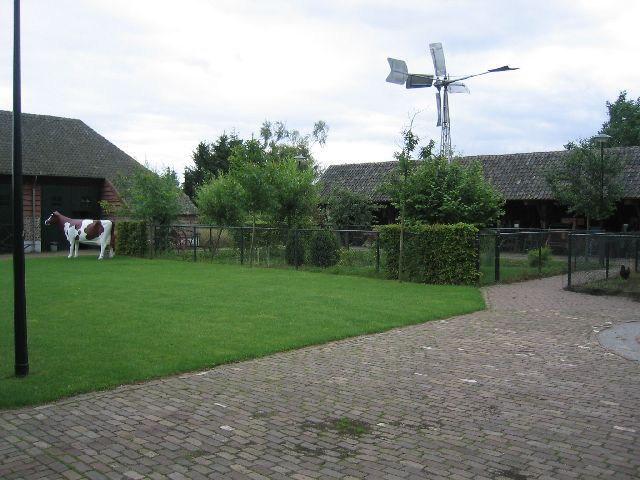
Buitenterrein

## Collectie
De collectie omvat attributen die behoren bij het leven op het platteland in de periode van 1850 tot 1950, die te zien zijn in het boerderijmuseum. Voorbeelden zijn het woonhuis met zijn keuken, de beste kamer, het opkamertje, de bedstee en de kelder. Tevens zijn er een grutter, een bakker, een kapper, een drogist, een schoenmaker en een kleermaker te vinden.
In de bijgebouwen zijn landbouwwerktuigen, alsmede oude ambachten zoals een smid, een zadelmaker, een bakkershuisje en een stroopmakerij te zien. Tevens worden op de bijbehorende gronden diverse gewassen verbouwd en is er een kruidentuin.

## Tentoonstellingen
In de expositieruimte op de bovenverdieping van de langgevelboerderij en van De Hoeve worden wisselende tentoonstellingen gehouden.
Oude ambachten zoals van het maken van kleding, klokken, klompen, wijn of stroop worden getoond in de weekends. Regelmatig zijn ook een mandenmaker, smid, zadelmaker, wever of klompenmaker aan het werk.

## Trivia
- De langste asperge ooit gestoken (3,11 meter lang), is in dit museum te bewonderen.
- De schuren stonden vroeger in Hegelsom en Veulen (Venray), en werden na afbraak herbouwd op het museumterrein.
- Op 5 juni 2015 werd het 25-jarig jubileum gevierd en werd het museum officieel heropend na een verbouwing en uitbreiding die ruim drie jaar in beslag nam.